# Woking (stacja kolejowa)
Woking (ang: Woking railway station) – stacja kolejowa w Woking, w hrabstwie Surrey, w Anglii, w Wielkiej Brytanii. Jest ważną stacją na South Western Main Line i jest obsługiwana przez wiele pociągów podmiejskich.